# Trotó Balear
El trotó balear és un cavall que disputa curses de trot, esport molt popular a les Illes Balears des de la dècada dels anys 1920.

## Història
El trotó balear sorgí com una barreja d'eugues de tir autòctones, amb cavalls pura sang anglesos, danesos, holandesos i fins i tot espanyols. Competeix amb molt bons resultats en els hipòdroms de les illes. Comença a disputar curses al cap de dos anys i pot arribar a competir a un molt bon nivell fins als 10 anys. Quan té dos i tres anys, només corre entre els de la seva generació, i a partir dels quatre anys ho fa contra d'altres de més edat.
Les curses de trot es van celebrar a les Illes Balears des de la darrera part del segle xix.  Els cavalls de trot es van criar posant eugues mallorquínes i menorquines locals a sementals importats, generalment d'origen Trotó francès o Trotó Orlov.  Algunes eugues i sementals anglonormands van ser importats de França cap a l'any 1920. Actualment, la cria sol ser per inseminació artificial amb semen de sementals Trotó francès o el Trotador americà. L'any 1970 es va constituir una associació de criadors, l'Asociación de Criadores y Propietarios de Caballos Trotadores. El 1980 es va iniciar un llibre genealògic i el 2011 es va aprovar un estàndard de raça oficial. L'any 2005 hi havia aproximadament 15.500 cavalls registrats al llibre genealògic.  Al voltant del 85% de tots els trotadors espanyols es troben a l'illa de Mallorca. L'estudi genètic ha trobat poca influència recent del mallorquí i el menorquí sobre el trot espanyol, malgrat la seva contribució al seu primer desenvolupament.

## Carreres de trot a les Illes Balears
Aquest trotó es cria per a la seva actuació en curses de trot. Hi ha tres hipòdroms a les illes.  Les curses són gairebé invariablement en arnès per a un maldestre, amb el cavall realitzant un trot diagonal normal; ocasionalment, els cavalls es poden córrer sota la sella. El temps més ràpid per a la raça de més d'1 quilòmetre és de 69,15 segons.  Els cavalls són obedients i manejables, i també són adequats per a l'equitació recreativa.
- Gran premi nacional (per a exemplars de tres anys).
- Gran premi Manacor (per a exemplars de tres anys).
- Criterium dels dos anys (per a exemplars de dos anys).